# Varoš (Split)
Varoš ili Veli varoš, (nazivan i Varoš Sv. Križa, također i (tal.) Borgo di San Francesco, varoš sv. Frane) jedan je od najstarijih dijelova grada Splita.
Nastao je istovremeno s drugim starim splitskim predgrađima - varošima -  Dobri, Manuš, Lučac. Smjestio se zapadno od tadašnjeg Splita, u podnožju opjevanog brda Merjana (Marjan). Razvio se izvan tadašnjih gradskih bedema koji su okruživali srednjovjekovni Grad, oko prastare crkve Sv. Mikule iz ranog srednjeg vijeka (dala ju je izgraditi Splićanka Nemira, kćerka Mesagaline 1068. godine). Kasnije su na njegovom području izgrađene crkva Sv. Križa i čuveni samostan sv. Frane, kojeg je po predaji utemeljio sam sv. Franjo Asiški (1181. – 1226.). Sjeverno se pruža dio Splita zvan Spinut, na istoku su Dobri i Grad, a s juga Tomića stine, Matejuška, Solurat, Sustipan, Meje i Zvončac.
Poznat je po težačkim kućama, malim i tijesnim kaletama, koje su svjedok života tadašnjeg puka. Stanovnici Varoša nekoć su bili težaci i ribari, a nekadašnji život prezentiraju ostaci sačuvane pučke arhitekture. Danas je područje Varoš većim dijelom stavljeno u turističke svrhe i izgrađeni su brojni apartmani, hosteli i prihvatilišta za goste, smještena mahom u starim i adaptiranim kućama.

## Povijest Velog Varoša
Veli Varoš se razvio izvan bedema srednjovjekovnog Splita, na istočnim obroncima brda Marjana. Nastao je u srednjem vijeku, a njegovo je postojanje zasvjedočeno u 15. stoljeću u matrikuli bratovštine Sv. Križa pod imenom Zagrađe ili Borgo (Borgus). Područje Varoša značajno se proširilo izgradnjom u 16. stoljeću, prilikom doseljenja izbjeglica iz zaleđa u vrijeme osmanske opasnosti.
Veliki dio Varoša porušen je tijekom 17. stoljeća kada su izgrađeni oko Splita novi barokni bedemi za obranu od Turaka, zbog čega je danas ostalo malo od izvornog starog Varoša.

## Kulturne znamenitosti
- Samostan sv. Frane, 13. stoljeće
- crkva sv. Mikule, 11./12. stoljeće
- crkva Gospe od Soca, 10. stoljeće
- crkva Sv. Križa, 15. stoljeće, kasnije porušena, pa obnovljena u 17. stoljeću
- crkva sv. Mande, 12. stoljeće
- Židovsko groblje u Splitu, 16. stoljeće
- Pučka fešta Sv. Križa.

## Poznati Varošani
- Luka Botić (1830. – 1863.), književnik i političar
- Vicko Krstulović (1905. – 1988.), političar
- Miljenko Smoje (1923. – 1995.), novinar i književnik
- Slobodan Novak (1924. – 2016.), hrvatski književnik
- Ivo Sanader (r. 1953.), političar, osmi predsjednik Vlade Republike Hrvatske
- Vicko Jelaska (r. 1887.), političar, istaknuti dalmatinski revolucionar i komunist, jedan od veterana komunističkog pokreta u Dalmaciji
- Palma Čargo (r. 2000.), jedriličarka, nastupila na OI 2024.